# Gargara albopleura
Gargara albopleura är en insektsart som beskrevs av William D. Funkhouser 1940. Gargara albopleura ingår i släktet Gargara och familjen hornstritar. Inga underarter finns listade i Catalogue of Life.